# 高茎葶苈
高茎葶苈（学名：Draba elata），为十字花科葶苈属下的一个种。

## 扩展阅读
維基物種上的相關：高茎葶苈